# Франк, Анна Глебовна
Анна Глебовна Франк (род. 2 апреля 1936 г.) — российский физик, главный научный сотрудник Института общей физики им. А. М. Прохорова РАН; лауреат Государственной премии СССР.
Родилась 2 апреля 1936 г. в Ленинграде. Дочь академика Глеба Михайловича Франка (1904—1976).
В 1959—1983 работала в ФИАН: младший научный сотрудник, с 1962 научный сотрудник, с 1976 старший научный сотрудник.
С 1983 г. в Институте общей физики: старший научный сотрудник, с 1990 главный научный сотрудник.
Кандидат физико-математических наук (1973), диссертация «Экспериментальное исследование условий возникновения и некоторых характеристик нейтрального токового слоя в плазме».
Доктор физико-математических наук (1990), диссертация «Токовые слои и вспышечные процессы в плазме». Профессор.
Государственная премия СССР 1982 года (в составе коллектива) — за цикл работ «Динамика токовых слоёв и солнечная активность» (1966—1980).
Муж — Владимир Николаевич Мурзин, дочери Марина и Татьяна.